# György Cziffra
György Cziffra (ur. 5 listopada 1921 w Budapeszcie, zm. 15 stycznia 1994 w Longpont-sur-Orge) – węgierski pianista i kompozytor pochodzenia romskiego. 
Zasłynął jako wielki interpretator dzieł Ferenca Liszta. Był też wybitnym wykonawcą utworów Fryderyka Chopina i Roberta Schumanna. Dokonał wielu nagrań, m.in. dla wytwórni EMI, Philips i Hungaroton. 

## Życiorys
Studiował w Akademii Muzycznej im. F. Liszta w Budapeszcie, m.in. u Ernsta von Dohnányi’ego. Za próbę ucieczki z Węgier w czasach stalinowskich, był więziony w obozie pracy w latach 1950–1953. Po wyjściu na wolność wznowił działalność koncertową. W 1956 zbiegł pieszo do Austrii, gdzie w listopadzie dał sensacyjny recital w Brahms-Saal w Wiener Musikverein w Wiedniu. Następnie przeprowadził się z rodziną do Francji, gdzie w 1968 roku uzyskał obywatelstwo francuskie.
Cziffra dokonał wielu transkrypcji utworów orkiestrowych na fortepian, między innymi „Lotu trzmiela” Rimskiego-Korsakowa, wymagających brawurowej techniki pianistycznej.
Po tragicznej śmierci w 1981 roku syna György jr., znanego dyrygenta, pianista ograniczył swoje występy.
Odznaczony został krzyżem oficerskim Legii Honorowej, krzyżem oficerskim Orderu Narodowego Zasługi i komandorią Orderu Sztuki i Literatury. W 1993 roku otrzymał krzyż komandorski węgierskiego Orderu Zasługi.